# Mer hahn en neue Oberkeet, BWV 212
Mer hanh en neue Oberkeet, BWV 212 (Tenim un nou Dignatari), coneguda coma a “Cantata dels pagesos”, és una cantata profana de Johann Sebastian Bach, en honor de Carl Heinrich von Dieskau, estrenada a Leipzig el 30 d'agost de 1742.

## Origen i context
El llibret és de Picander –que l'anomena cantata burlesca – i forma part de la cinquena sèrie d'escrits diversos Ernst-Scherzhaffte und Satyrische Gedichte (Poemes seriosos, graciosos i satírics), aparegut en la versió definitiva l'any 1751. Dedicada a Carl Heinrich von Dieskau – noble i senyor de tres localitats properes a Leipzig – recaptador d'impostos i superior, en aquesta feina, de Picander; s'estrenà amb motiu del seu aniversari, en una festa a l'aire lliure que acabà amb uns gran castell de focs artificials. Les ganes de quedar bé dels autors es noten en l'ús del dialecte saxó i de tonades de música popular, per part de Picander i Bach, respectivament. L'argument és molt senzill, de fet és un diàleg entre una parella de camperols enamorats – ple de galanteries, retrets i carícies – que comenten les situacions quotidianes i les esperances en el nou senyor, abans de convidar tothom a veure i ballar a la taverna del poble.

## Anàlisi
Obra escrita per a soprano, baix, trompa, flauta travessera, corda i baix continu. Consta de vint-i-quatre números i encara que no sigui la cantata més llarga sí que és la que té més moviments, si bé gairebé tots són molt breus.
1. Obertura
2. Ària (duet de soprano i baix): Mer hanh en neue Oberkeet (Tenim un nou Dignatari)
3. Recitatiu (baix i soprano): Nu, Mieke, gib dein Guschel immer her (Apa, Mieke, dona’m la teva boqueta)
4. Ària (soprano): Ach, es schmeckt doch gar zu gut (Ah, no hi ha res tan deliciós)
5. Recitatiu (baix): Der Herr ist gut: Allein der Schösser (Prou és bo el Senyor: però el Cobrador)
6. Ària (baix): Ach, Herr Schösser, geht nicht gar zu schlimm (Ah, senyor recaptador, no sigueu dolent)
7. Recitatiu (soprano): Es bleibt dabei (Però, també és veritat)
8. Ària (soprano): Unser trefflicher (El nostre excel·lent)
9. Recitatiu (baix i soprano): Er hilft uns allen, alt und jung (Ajuda tothom, joves i vells)
10. Ària (soprano): Das ist galant (Fora més assenyat)
11. Recitatiu (baix): Und unsre gnädge Frau (I la nostra gentil Mestressa)
12. Ària (baix): Fünfzig Taler bares Geld (Cinquanta tàlers de bona llei)
13. Recitatiu (soprano): Im Ernst ein Wort!  (Ara, parlem seriosament!)
14. Ària (soprano): Klein-Zschocher müsse (A Klein-Zschocher, tindrem)
15. Recitatiu (baix): Das ist zu klug vor dich (Això, per tu, és massa refinat)
16. Ària (baix): Es nehme zehntausend Dukaten (Tant de bo el nostre Camarlenc)
17. Recitatiu (soprano): Das klingt zu liederlich (Això sona un xic groller)
18. Ària (soprano): Gib, Schöne (Dona’ns, noia bonica)
19. Recitatiu (baix): Du hast wohl recht (Tens molta raó)
20. Ària (baix): Dein Wachstum sei feste und lache vor Lust! (Que creixis sa i fort)
21. Recitatiu (baix i soprano): Und damit sei es auch genung (Vinga, ja n'hi ha prou, em sembla)
22. Ària (soprano): Und dass ihr's alle wisst (I ara us faig saber)
23. Recitatiu (baix i soprano): Mein Schatz, erraten! (Tens raó, tresor meu!)
24. Cor (soprano i baix): Wir gehn nun, wo der Dudelsack (Anem cap a la nostra taverna)

En general tota l'obra té un tractament musical no gaire elaborat. L'obertura inicial presenta una sèrie de temes d'aire popular breus com un popurri o quòdlibet; la major part dels números tenen aire de dansa com, per exemple, la polonesa en el quart i sisè, sarabanda en el vuitè, masurca en el dotzè, minuet en el catorzè, passepied en el vintè, i una bourrée en els dos extrems, el segon i l'últim moviments. Conté, però, un parell d'àries da capo més elaborades, la del número 14, de soprano amb la flauta en funcions concertants, i la del número 20, de baix amb un solo de violí, que Bach ja havia emprat en el setè moviment de la cantata BWV 201. Té una durada aproximada de gairebé mitja hora.

## Discografia seleccionada
- J.S. Bach: Secular Cantatas BWV 211 & 212. Nikolaus Harnoncourt, Concentus Musicus Wien, Rotraud Hansmann, Max van Egmond. (Teldec), 1968.
- J.S. Bach: Secular Cantatas BWV 208 & 212. Nikolaus Harnoncourt, Concentus Musicus Wien, Angela Maria Blasi, Robert Holl. (Teldec), 1988.
- J.S. Bach: Cantatas BWV 208, 211 & 212. Karl Foster, Berliner Phiharmoniker, Lisa Otto, Dietrich Fischer-Dieskau. (Warner Classics)
- J.S. Bach: Secular Cantatas BWV 212 & 213. Helmuth Rilling, Bach-Collegium Stuttgart, Christine Schäfer, Thomas Quasthoff. (Hänssler), 1999.
- J.S. Bach: Secular Cantatas, Vol. VII. Peter Schreier, Kammerorchester Berlin, Edith Mathis, Theo Adam. (Berlin Classics), 1981.
- J.S. Bach: Cantatas BWV 211 & 212. Christopher Hogwood, The Academy of Ancient Music, Emma Kirkby, David Thomas. (L'Oiseau Lyre), 1986.
- J.S. Bach: Secular Cantatas BWV 211 & 213. Gustav Leonhardt, Orchestra of the Age of Enlighthenment, Barbara Bonney, Christoph Prégardien, David Wilson-Johnson. (Philips), 1994.
- J.S. Bach: Complete Cantatas Vol. 5. Ton Koopman, Amsterdam Baroque Orchestra & Choir, Lisa Larsson, Klaus Mertens. (Challenge Classics), 2006.
- J.S. Bach: Secular Cantatas BWV 211. Bernard Labadie, Les Violons du Roy, Dorothea Röschmann, Kevin McMillan. (Dorian), 1994.